# Szilassi-Polyeder
Das Szilassi-Polyeder ist ein nicht-konvexes Polyeder mit einem Loch und sieben hexagonalen Seiten, wobei jeweils zwei Seiten eine gemeinsame Kante haben. Es hat 21 Kanten und 14 Ecken.

Szilassi-Polyeder

Animierter Szilassi-Polyeder

Es hat die Topologie eines Torus (Euler-Charakteristik {\displaystyle \chi =2-2g=0}, Geschlecht {\displaystyle g=1}) und liefert ein Beispiel für ein Polyeder, in dem die volle Anzahl von sieben Farben (nach dem Satz von Ringel-Youngs) zur Kartenfärbung notwendig sind.
Es ist neben dem Tetraeder das bisher einzige bekannte Polyeder, in dem jede Seite mit jeder anderen Seite eine gemeinsame Kante hat.
Das Polyeder wurde 1977 vom ungarischen Mathematiker Lajos Szilassi (* 1942) entdeckt. Es ist dual zu dem 1949 entdeckten Császár-Polyeder.